# Санчо II (король Кастилии)
Санчо II Сильный (ок. 1036 — 7 октября 1072, Самора) — король Кастилии с 1065 года и Леона в 1072 году.

## Арагон и Наварра
В 1063 году принимал участие в войне своего отца Фердинанда I Великого против Рамиро I Арагонского, в результате которой последний погиб в битве у Грауса.
В 1065 году после смерти Фердинанда I Великого унаследовал Кастилию.
В 1067 году участвовал в «войне трёх Санчо»: против Санчо IV Наваррского и Санчо I Арагонского. Война в 1068 году закончилась благоприятно для Кастилии. Санчо Кастильский присоединил к своим владениям Буребу, Альта-Риоху и Алаву.

## Отношения с братьями и сёстрами
Санчо был старшим сыном Фердинанда I и Санчи Леонской и поэтому был недоволен проведённым разделом. Считая, что он заслужил бо́льшую часть королевства, и поэтому стремился захватить земли, доставшиеся его родным братьям и сёстрам.
В 1068 году началась война между ним и его младшим братом Альфонсо VI Леонским. Санчо разбил брата при Льянтаде.
В 1071 году Санчо и Альфонсо, объединившись, напали на своего брата, короля Галисии Гарсию, поделив его королевство. Гарсия бежал к правителю Севильи аль-Мутамиду.
В 1072 году Санчо и Альфонсо VI вновь поссорились. Санчо при помощи Сида победил в сражении при Гальпехаре Альфонсо Леонского. Альфонсо попал в плен, и брат заточил его в один из своих замков. Санчо короновался короной Леона и стал таким образом владельцем бо́льшей части земель отца (кроме владений сестёр). Эльвира, владевшая Торо, признала сюзеренитет брата.
Благодаря помощи сестры Урраки, Альфонсо VI бежал в Толедо к эмиру Мамуну. Санчо двинул войска к Саморе, где укрылась Уррака. После длительной осады жители Саморы опасались её падения. Под видом перебежчика в лагерь Санчо из города пришёл Велидо Адольфо (исп. Vellido Dolfos, исп. Bellido Dolfos, исп. Vellido Adolfo), который 7 октября 1072 года убил Санчо.

## Наследие
После смерти Санчо Гарсия вновь стал королём Галисии, а Альфонсо VI стал королём Леона. Часть кастильцев считали Альфонсо виновным в смерти Санчо, и поэтому тот, чтобы стать королём Кастилии, принёс клятву, что не замешан в этом. Это нашло отражение в картинах Армандо Менокаля. Уррака лишилась Саморы, которую отобрал Альфонсо VI. Альфонсо смог объединить все земли, которыми владел их с Санчо общий отец.